# Chaetodon nippon
Chaetodon nippon là một loài cá biển thuộc chi Cá bướm (phân chi Lepidochaetodon) trong họ Cá bướm. Loài này được mô tả lần đầu tiên vào năm 1883.

## Từ nguyên
Từ định danh nippon là tên gọi của Nhật Bản trong tiếng Nhật, hàm ý đề cập đến nơi mà mẫu định danh của loài cá này được thu thập.

## Phạm vi phân bố và môi trường sống
Từ vùng bờ biển phía nam Nhật Bản (gồm cả quần đảo Izu), C. nippon được phân bố trải dài về phía tây đến Hàn Quốc, xa về phía nam đến đảo Đài Loan và phía bắc Philippines.
C. nippon sống tập trung trên các rạn san hô viền bờ ở độ sâu khoảng 5–30 m.

## Mô tả
C. nippon có chiều dài cơ thể lớn nhất được ghi nhận là 15 cm. Loài này có màu vàng nâu nhạt, nhưng sẫm nâu ở thân sau. Vây hậu môn và vây lưng cũng nâu sẫm, viền trắng xanh ở rìa. Phía sau đầu có một dải màu nâu cam. Không như những loài cá bướm khác, C. nippon không có sọc đen băng dọc qua mắt (nhưng cá con vẫn có một vệt mờ băng qua mắt). Vây đuôi có màu vàng, dần trong suốt từ nửa sau trở ra.  Vây bụng có màu vàng (trắng hơn rìa). Cá con có thêm một đốm đen ở vây lưng (tiêu biến khi trưởng thành).
Số gai ở vây lưng: 12–13; Số tia vây ở vây lưng: 18–20; Số gai ở vây hậu môn: 3; Số tia vây ở vây hậu môn: 15–16; Số gai ở vây bụng: 1; Số tia vây ở vây bụng: 5.

## Sinh thái học
Thức ăn của C. nippon bao gồm một số loài thủy sinh không xương sống như giáp xác và giun nhiều tơ. Loài này cũng ăn cả san hô nhưng không hoàn toàn phụ thuộc vào nguồn thức ăn này.
C. nippon thường sống theo đàn. Chúng sinh sản vào lúc hoàng hôn khi nhiệt độ nước khoảng 23 °C.

## Lai tạp
Những cá thể mang kiểu màu trung gian giữa C. nippon với Chaetodon daedalma đã được bắt gặp trong tự nhiên.

## Thương mại
C. nippon hầu như không được xuất khẩu trong các hoạt động kinh doanh cá cảnh.